# 17882 Thielemann
17882 Thielemann è un asteroide della fascia principale. Scoperto nel 1999, presenta un'orbita caratterizzata da un semiasse maggiore pari a 2,2788837 UA e da un'eccentricità di 0,0773630, inclinata di 5,28345° rispetto all'eclittica.